# Rechtshistoriker
Als Rechtshistoriker wird ein Jurist oder Historiker bezeichnet, der sich mit der Rechtsgeschichte befasst. Aber auch Volkskundler, Theologen und Philologen tragen zu diesem interdisziplinären Fachgebiet bei.

## Geschichte
Ob es bereits im Mittelalter Rechtshistoriker gegeben hat, ist umstritten. „Historischen Sinn“ kann man mittelalterlichen gelehrten Juristen jedenfalls nicht absprechen. Aber erst ab dem Humanismus beobachtet man eine intensivere Beschäftigung mit der Geschichte des Rechts. Als Begründer der deutschen Rechtsgeschichte bezeichnet man üblicherweise Hermann Conring mit seinem Werk De origine iuris Germanici (1643).

## Aktuelle wissenschaftliche Situation
An deutschen Universitäten sind eigentliche rechtshistorische Lehrstühle selten geworden. Immer wieder wird beklagt, das Fach sterbe aus.
Führende Fachzeitschriften im deutschsprachigen Raum sind die „Zeitschrift der Savigny-Stiftung für Rechtsgeschichte“ und die „Zeitschrift für Neuere Rechtsgeschichte“. Das Standardwerk auf diesem Gebiet ist das Handwörterbuch zur deutschen Rechtsgeschichte (HRG).
Alle zwei Jahre treffen sich die Fachvertreter auf dem Deutschen Rechtshistorikertag. Der 38. Deutsche Rechtshistorikertag fand 2010 an der Westfälischen Wilhelms-Universität in Münster statt, der 39. wurde 2012 von der Universität Luzern ausgerichtet und der 40. Deutsche Rechtshistorikertag im Jahr 2014 fand in Tübingen statt.